# Бёэль
Бёэль (нем. Böel) — община в Германии, в земле Шлезвиг-Гольштейн. 
Входит в состав района Шлезвиг-Фленсбург. Подчиняется управлению Зюдербраруп.  Население составляет 731 человек (на 31 декабря 2010 года). Занимает площадь 13,66 км².